# Dunhuangia
Dunhuangia is een geslacht van uitgestorven vogels uit het Vroeg-Krijt van het huidige China, behorend tot de Enantiornithes. De enige benoemde soort is Dunhuangia cuii.

## Vondst en naamgeving
In 2015 benoemden en beschreven Wang Min, Li Daqing, Jingmai Kathleen O'Connor, Zhou Zhonghe en You Hailu de typesoort Dunhuangia cuii. De geslachtsnaam verwijst naar de stad Dunhuang in de provincie Gansu. De soortaanduiding eert preparateur Cui Guihia.
Het holotype GSGM-05-CM-030 is gevonden in het Changmabassin, in een laag van de Xiagouformatie die dateert uit het Aptien. Het bestaat uit een gedeeltelijk skelet zonder schedel, op een enkele plaat. Alleen de borstkas, schoudergordel en voorpoten zijn bewaard gebleven. De botten liggen gedeeltelijk in verband. 

## Beschrijving
Dunhuangia was een kleine vogel, iets groter dan een mus. Voor een enantiornithe is dat middelgroot.
De beschrijvers wisten enkele onderscheidende kenmerken vast te stellen. Sommige daarvan zijn autapomorfieën, unieke afgeleide eigenschappen. Het borstbeen heeft aan de achterzijde zeer grote en diepe inkepingen, aan de binnenzijde van lange uitsteeksels, welke inhammen meer dan de helft van de lengte van het borstbeen uitmaken. Het ravenbeksbeen heeft een groeve in de bovenkant die aan de buitenste zijkant begrensd wordt door een dikke richel die verder zijwaarts uitloopt en zo de verticaal lage zijwand vormt van het ravenbeksbeen als geheel.
Verder is er een unieke combinatie van op zich niet unieke eigenschappen. Het ravenbeksbeen wordt niet doorboord door een foramen coracoideum, een kanaal voor de nervus supracoracoideus, dat overigens überhaupt zeldzaam is bij de Enantiornithes. De nek van het ravensbeksbeen wordt van boven uitgehold door een groeve, net als bij Zhouornis en Fortunguavis. Een andere overeenkomst met die twee soorten is het over de lengterichting gebogen zijn van het schouderblad dat normaliter plat is. De duim eindigt nog voor de onderkant van het tweede middenhandsbeen, terwijl het einde meestal bij de rand daarvan of nog verder ligt. Het eerste kootje van de tweede vinger heeft een lengterichel op de onderzijde, net als bij Fortunguavis.

## Fylogenie
Dunhuangia werd in 2015 in de Enantiornithes geplaatst, in een vrij afgeleide positie, als zustersoort van Fortunguavis. Opvallend is dat de soort uit het Changmabekken afkomstig is waar voornamelijk Ornithuromorpha gevonden zijn. Dunhuangia is pas de tweede benoemde enantiornithe uit het gebied, na Qiliania. Dat kan komen doordat het om kustafzettingen gaat terwijl de Enantiornithes meestal gezien worden als bosbewoners.